# Брюшная вена
Брюшная вена, или абдоминальные вены (лат. venae abdominales s. epigastricae, vana abdominalis) — непарный кровеносный сосуд, расположенный от мочевого пузыря до заднего края грудины. Приносит кровь у амфибий, рептилий и птиц от задних конечностей и задней части тела вообще, а у рептилий и птиц и от мочевого пузыря — в воротную систему печени. У селахий они представлены парой боковых вен (лат. v. laterales), а у млекопитающих им отчасти соответствуют пупочные вены (лат. v. umbilicales).